# Adonisédec
Adonisédec ou Adoni-Tsédek (en hébreu : אֲדֹנִי־צֶדֶק) est un roi amorrite de Jérusalem qui apparaît dans le chapitre 10 du Livre de Josué dans la Bible. Son nom est formé du radical hébreu אֲדוֹן עוֹלָם (seigneur) et du suffixe tsadik (צדיק) qui désigne littéralement un homme juste ; il signifie seigneur de justice.
Lors d'une journée où Dieu arrête le soleil, Adonisédec et quatre autres rois sont vaincus puis pourchassés par Josué ; ce dernier les fait murer vivants dans la caverne où ils s'étaient réfugiés.

## Le récit biblique
Dans le contexte des conquêtes de Josué, à la suite de l'alliance entre ce dernier et les Gabaonites, Adonisédec et quatre autres rois (les rois de Lakish, Eglon (en), Hébron et Yarmouth) attaquent Gabaon ; les troupes de Josué les mettent en déroute. Les cinq rois se réfugient dans une grotte dont Josué fait condamner l'entrée. Puis, après avoir vaincu les fuyards, Josué fait rouvrir la grotte, humilier les cinq rois par les chefs de tribus israélites et les fait pendre à cinq arbres jusqu'au soir.

## Sources

### Sources anciennes
- Js 10,1-3.

### Sources modernes
- (de) Dominik Markl, « Adoni-Zedek », sur Das wissenschaftliche Bibellexikon im Internet (WiBiLex), juin 2011.